# Sitio a Roma (cuento)
Sitio a Roma (Le Siège de Rome en francés) es un cuento corto de Julio Verne, escrito en 1854. Apareció en 1993.

## Sinopsis
La historia tiene lugar en 1849, cuando el Papa se vio obligado a exiliarse en Gaeta, impulsada por la insurrección italiana que establece una Asamblea Constituyente, con a la cabeza, Mazzini. Para restaurar la autoridad del Pío IX, Luis Napoleón Bonaparte enviar una fuerza expedicionaria en Italia. Entre los soldados de la tropa, se Formont Henry, un joven de extrema melancolía, y dos de sus amigos, Vergennes Aníbal Taupin y John. La tristeza de Formont explica por el hecho de que su novia ha sido secuestrada por un Corsetti, quien la mantiene prisionera en las mazmorras de Roma. María se volvió loco. Cuando el asalto final, Corsetti, lleno de odio, apuñaló a la mujer y huyó en un intento de hacer estallar la célula. En el descubrimiento de su amada muerta, Formont se desmayó. A su llegada, sus amigos son más de dos cadáveres. Como Corsetti, desapareció en ganar la campaña.

## Personajes
- Andreani Corsetti, joven enfermo y bajo, de origen italiano, exsecretario de Pío IX.
- Pío IX
- Giuseppe Garibaldi
- Duque de Reggio Oudinot, comandante general de la expedicionario francés[4].
- Regnault Saint-Jean d'Angely, general de las tropas.
- Henry Formont, joven capitán de Estado Mayor de origen francés.
- Annibal Vergennes, teniente de Ingeniería,
- Henri Formont, camarada.
- Taupin Jean, zapador, de fuerza hercúlea.
- Marie, antigua prometida de Henri Formont, que enloqueció después de su secuestro por Corsetti.
- Vaillant, Ingeniería Teniente General.